# Georgian Bay (Ontario)
Georgian Bay (offiziell Township of Georgian Bay) ist eine Flächengemeinde im Südosten der kanadischen Provinz Ontario. Das Township liegt in der Muskoka District Municipality und hat den Status einer Lower Tier (untergeordneten Gemeinde).

## Lage
Die Gemeinde liegt am östlichen Ufer der namensgebenden Georgian Bay, einer Bucht des Huronsees, unmittelbar nördlich der Einmündung des Severn River in dieselbe. Die Gemeinde liegt an nördlichen Rand des Golden Horseshoe (Goldenes Hufeisens) bzw. etwa 150 Kilometer Luftlinie nördlich von Toronto. In der Gemeinde gibt es mehrere Siedlungsschwerpunkte. Da der Ortsteil Honey Harbour ein beliebter Ausgangspunkt für Besuche im Georgian-Bay-Islands-Nationalpark, ist diese Ansiedlung einer der wichtigeren Siedlungsschwerpunkte in der Gemeinde. Eine weitere größere Siedlung ist MacTier.
In der Gemeinde münden unter anderem der Musquash River und der Moon River in den Huronsee. Neben den zahllosen Inseln wird die Gemeinde geprägt durch viele kleinere und größere Seen. Zu den größeren Seen gehören der Gloucester Pool, der Six Mile Lake sowie der Go Home Lake.
Das Gemeindegebiet umfasst auch zahlreiche der Inseln die Bestandteil des Georgian-Bay-Islands-Nationalparks sind. Ebenfalls gehört zum Gemeindegebiet Beausoleil Island, welche im Jahr 2011 unabhängig vom Gesamtpark für ihre Bedeutung in der Kultur der Anishinaabeg eigenständig zu einer National Historic Site of Canada erklärt wurde.
Weiterhin umfasst das Gemeindegebiet Bestandteile des im Jahr 2004 eingerichteten Biosphärenreservates Georgian Bay Littoral.
Ebenfalls im Gemeindegebiet findet sich mit dem Six Mile Lake Provincial Park einer der Provincial Parks in Ontario.
Das Gemeindegebiet umschließt auch mehrere Reservate (u. a. Moose Point #79 und Wahta Mohawk) verschiedener Völker der First Nations, hier hauptsächlich Gruppen der Potawatomi und der Mohawks.

## Demografie
Der Zensus im Jahr 2016 ergab für die Siedlung eine Bevölkerungszahl von 2499 Einwohnern, nachdem der Zensus im Jahr 2011 für die Siedlung eine Bevölkerungszahl von 2482 Einwohnern ergeben hatte. Die Bevölkerung hat damit im Vergleich zum letzten Zensus im Jahr 2011 entgegen dem Trend in der Provinz nur minimal 0,7 % zugenommen, während der Provinzdurchschnitt bei einer Bevölkerungszunahme von 4,6 % lag.

## Verkehr
Georgian Bay wird in Nord-Süd-Richtung durch den Kings Highway 400 durchquert. Weiterhin passiert eine Eisenbahnstrecke der Canadian Pacific Railway die Gemeinde. In der Gemeinde gibt es mehrere kleine Flugplätze, hauptsächlich Wasserflugplätze.
Durch den Gloucester Pool verläuft der Trent-Severn-Wasserweg. Dieser verläuft von hier über den Lake Simcoe und die Kawartha Lakes sowie den Otonabee River zum Rice Lake und über dann über den Trent River weiter zur Bay of Quinte des Ontariosee. Die Schleuse von Port Severn, welche als Endpunkt des Kanals liegt dabei auf der Grenze zur südlich angrenzenden Gemeinde Severn.